# Nematonereis filum
Nematonereis filum är en ringmaskart som först beskrevs av Jean Louis Armand de Quatrefages de Bréau 1866.  Nematonereis filum ingår i släktet Nematonereis och familjen Eunicidae. Inga underarter finns listade i Catalogue of Life.